# Per saldo
Per saldo is een hoorspel van Bruce C. Fisk. Where The Wild Goose Flies werd op 12 mei 1965 door de BBC en in 1970 onder de titel Ein lustiger Vogel door de Süddeutscher Rundfunk uitgezonden. Annie den Hertog-Pothoff vertaalde het en de AVRO zond het uit op donderdag 9 oktober 1969. De regisseur was Dick van Putten. Het hoorspel duurde 68 minuten.

## Rolbezetting
- Frans Somers (Henry Wildgoose)
- Willy Brill (Marilyn LaRue)
- Dogi Rugani (Emily Crimble)
- Joke Hagelen (Marjorie Bates)
- Rob Geraerds (Raymond Bentley)
- Willy Ruys (Ledbury)
- Harry Bronk (Carlson)
- Jos van Turenhout (Coulter)
- Jan Borkus (Percy Jenkins)
- Joke Hagelen (mevrouw Jenkins)
- Harry Bronk (Cecil Oadby)
- Nel Snel (Mildred Allan)
- Hans Veerman (Tom Perry)
- Tine Medema (mevrouw Perry)
- Hans Karsenbarg (Gladstone Smith)

## Inhoud
Henry Wildgoose, 55, heeft er zich in gespecialiseerd alleenstaande oudere dames hun spaarcentjes afhandig te maken, en nu heeft zijn vriendin Marilyn, 35, een heel dikke vis op het oog. Mrs. Emily Crimble, 60, bezit een huis - als je dat te pakken kunt krijgen, heb je je schaapjes op het droge. En zo weet Henry zich als zorgvolle en sympathieke weduwnaar aan Mrs. Crimble op te dringen. Hij slaagt erin haar ervan te overtuigen haar aanzienlijke hoeveelheid contant geld niet meer in theekannen te verstoppen, maar aan de bank toe te vertrouwen. Ten gepasten tijde doet hij haar een huwelijksaanzoek. Alles verloopt vlot volgens Marylins plan. Op de huwelijksreis naar Griekenland moet de pasgehuwde dan het ongeluk treffen, dat zijn geliefde Emily, die zwak van hart is, overlijdt. Het verloopt evenwel helemaal anders…